# 梅瑟的遗嘱及梅瑟之死
《梅瑟的遗嘱及梅瑟之死》是意大利文艺复兴画家卢卡·西诺莱利和巴托洛米欧·德拉·加塔的一幅湿壁画，创作于1482年左右，位于罗马的西斯汀小堂。
1480年10月27日，佛罗伦萨共和国统治者洛伦佐·德·美第奇与教宗思道四世之间和解，派遣一群佛罗伦萨画家前往罗马应召，1481年春天起开始装饰西斯汀小堂。巴托洛米欧·德拉·加塔和卢卡·西诺莱利（当时30岁）没有出现在教廷与画家签署的正式合同中，但他们可能是作品总监督佩鲁吉诺的助手。佩鲁吉诺安排了壁画的布局。1482年佩鲁吉诺离开后，西诺莱利还画了小堂入口墙上的《摩西遗体争论》，但由于状况不佳，已于1574年由马泰奥莱切重绘。
这幅画描绘摩西生命中的最后一段，分为两个部分：前景部分包括两个场景，背景部分有三个场景。摩西穿戴黄色衣服和绿色斗篷。
在背景中，摩西在尼波山从天使那里接过权杖，有权带领以色列人前往应许之地。然后持杖下山。前景右侧，120 岁的摩西拿着权杖和圣经向人群讲话。他脚下的约柜，打开后展示了十二根杖和盛放吗哪的金罐。在中央的人群中，有一位身穿丝绸的肩上扛着孩子的妇女，还有两位青年，站着的一位衣着优雅，坐着的一位赤身裸体。后两个人物出自卢卡·西诺莱利之手。
画面左侧，描绘約書亞跪下接过权杖，受任成为摩西的继任者。左边的背景则是摩西的尸体裹着裹尸布，周围是送葬的以色列人。